# Saison 2011 des Red Sox de Boston
La Saison 2011 des Red Sox de Boston est la 111e saison en ligue majeure pour cette franchise.
La saison des Red Sox se termine sur une déroute historique, similaire à celle des Braves d'Atlanta de 2011 dans la Ligue nationale, alors que l'équipe gâche son avance de 9 parties au 1er septembre dans la course aux séries éliminatoires pour être devancée au classement par les Rays de Tampa Bay et subir l'élimination au dernier jour du calendrier régulier. Les Sox terminent troisième dans la division Est de la Ligue américaine.

## Intersaison

### Arrivées

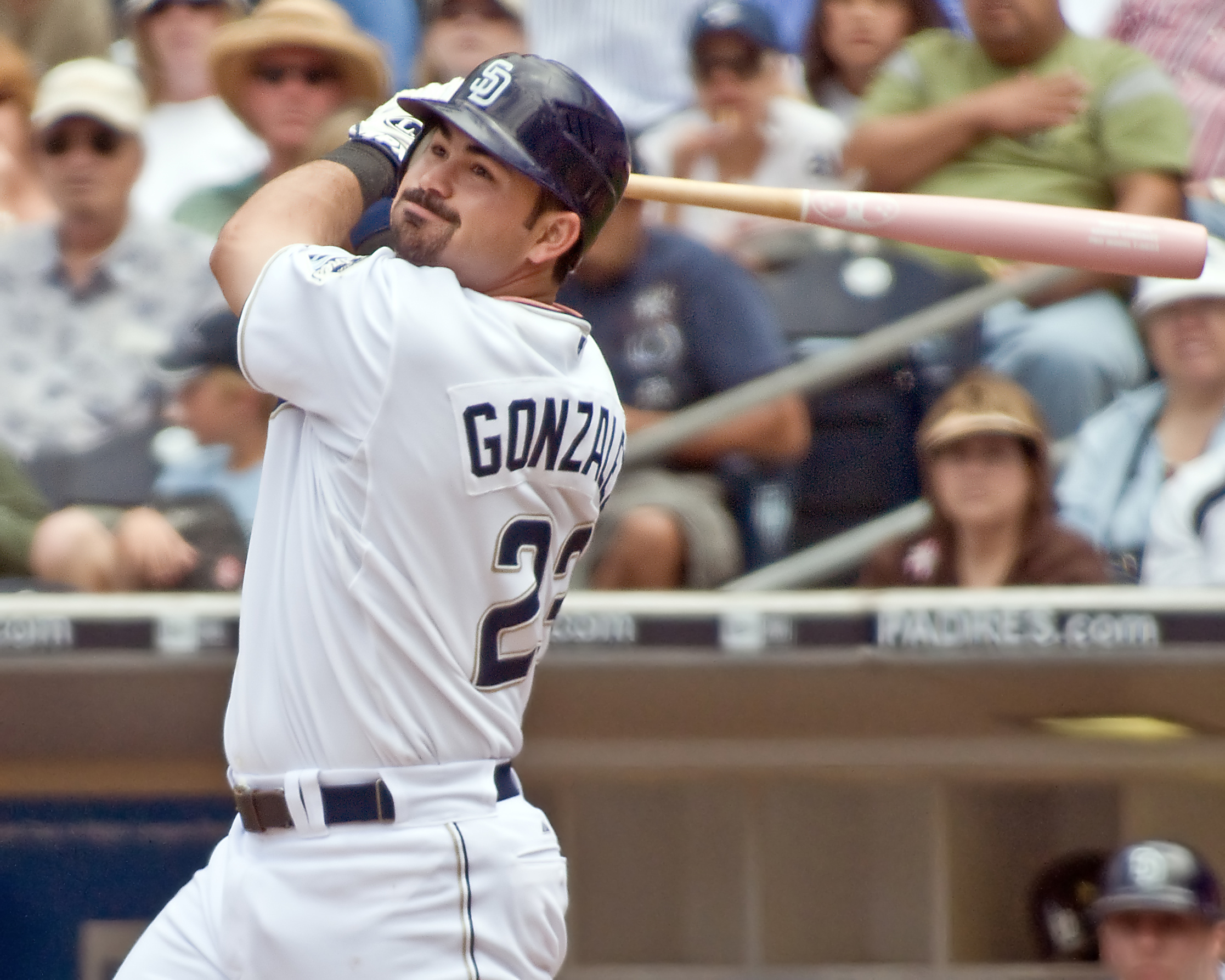
Adrian Gonzalez rejoint les Red Sox.

Le lanceur gaucher Andrew Miller rejoint les Red Sox le 12 novembre en retour de Dustin Richardson chez les Marlins de la Floride.
Le 6 décembre, le joueur de premier but Adrian Gonzalez passe à Boston en échange de plusieurs joueurs dont Eric Patterson aux Padres de San Diego.
Boston recute plusieurs agents libres dont le joueur de champ gauche Carl Crawford et les lanceurs de relève Randy Williams, Dan Wheeler, Matt Albers et Bobby Jenks. Citons également Tony Peña, Jr., arrêt-court converti en lanceur. Carl Crawford s'engage pour sept saisons avec les Red Sox de Boston pour 142 millions de dollars.
Le 29 mars, les Red Sox échangent Daniel Turpen, joueur de ligues mineures, en retour du jeune receveur Michael McKenry.

### Départs
Mike Lowell, Adrian Beltre, Bill Hall, Felipe López, Víctor Martínez et Taylor Buchholz  deviennent agents libres. Matt Fox est libéré de son contrat. Eric Patterson et Dustin Richardson sont échangés.

### Grapefruit League
37 rencontres de préparation sont programmées du 26 février au 30 mars à l'occasion de cet entraînement de printemps 2011 des Red Sox.
Avec 14 victoires et 19 défaites, les Red Sox terminent treizièmes de la Grapefruit League et enregistrent la douzième meilleure performance des clubs de la Ligue américaine.

## Saison régulière

### Classement
| Ligue américaine (Division Est) | V  | D  | %    | GB |
| ------------------------------- | -- | -- | ---- | -- |
| Yankees de New York             | 97 | 65 | .599 | -  |
| Rays de Tampa Bay               | 91 | 71 | .562 | 6  |
| Red Sox de Boston               | 90 | 72 | .556 | 7  |
| Blue Jays de Toronto            | 81 | 81 | .500 | 16 |
| Orioles de Baltimore            | 69 | 93 | .426 | 28 |

### Résultats
| Légende              | Légende             | Légende       |
| victoire des Red Sox | défaite des Red Sox | match reporté |
| -------------------- | ------------------- | ------------- |

#### Avril
En ouvrant la saison par six défaites, les Red Sox signent leur pire performance depuis 1945.
Adrian Gonzalez signe une prolongation de contrat chez les Red Sox le 15 avril. Il s'engage pour sept ans (2012-2018) contre 154 millions de dollars.

#### Mai
| #  | Date    | Adversaire  | Score | Victoire       | Défaite         | Sauvetage | Affluence | Bilan |
| -- | ------- | ----------- | ----- | -------------- | --------------- | --------- | --------- | ----- |
| 27 | 1er mai | Mariners    | 2 - 3 | Papelbon (1-0) | Wright (0-1)    |           | 37 079    | 12-15 |
| 28 | 2 mai   | Angels      | 5 - 9 | Buchholz (2-3) | Weaver (6-1)    |           | 37 017    | 13-15 |
| 29 | 3 mai   | Angels      | 3 - 7 | Lester (4-1)   | Haren (4-2)     |           | 37 043    | 14-15 |
| 30 | 4 mai   | Angels      | 5 - 3 | Bell (1-0)     | Matsuzaka (2-3) |           | 37 037    | 14-16 |
| 31 | 5 mai   | Angels      |       |                |                 |           |           |       |
| 32 | 6 mai   | Twins       |       |                |                 |           |           |       |
| 33 | 7 mai   | Twins       |       |                |                 |           |           |       |
| 34 | 8 mai   | Twins       |       |                |                 |           |           |       |
| 35 | 9 mai   | Twins       |       |                |                 |           |           |       |
| 36 | 10 mai  | @ Blue Jays |       |                |                 |           |           |       |
| 37 | 11 mai  | @ Blue Jays |       |                |                 |           |           |       |
| 38 | 13 mai  | @ Yankees   |       |                |                 |           |           |       |
| 39 | 14 mai  | @ Yankees   |       |                |                 |           |           |       |
| 40 | 15 mai  | @ Yankees   |       |                |                 |           |           |       |
| 41 | 16 mai  | Orioles     |       |                |                 |           |           |       |
| 42 | 17 mai  | Orioles     |       |                |                 |           |           |       |
| 43 | 18 mai  | Tigers      |       |                |                 |           |           |       |
| 44 | 19 mai  | Tigers      |       |                |                 |           |           |       |
| 45 | 20 mai  | Cubs        |       |                |                 |           |           |       |
| 46 | 21 mai  | Cubs        |       |                |                 |           |           |       |
| 47 | 22 mai  | Cubs        |       |                |                 |           |           |       |
| 48 | 23 mai  | @ Indians   |       |                |                 |           |           |       |
| 49 | 24 mai  | @ Indians   |       |                |                 |           |           |       |
| 50 | 25 mai  | @ Indians   |       |                |                 |           |           |       |
| 51 | 26 mai  | @ Tigers    |       |                |                 |           |           |       |
| 52 | 27 mai  | @ Tigers    |       |                |                 |           |           |       |
| 53 | 28 mai  | @ Tigers    |       |                |                 |           |           |       |
| 54 | 29 mai  | @ Tigers    |       |                |                 |           |           |       |
| 55 | 30 mai  | White Sox   |       |                |                 |           |           |       |
| 56 | 31 mai  | White Sox   |       |                |                 |           |           |       |

## Draft
La Draft MLB 2011  se tient du 6 au 8 juin 2011 à Secaucus (New Jersey). Les Red Sox ont le dix-neuvième (compensation) et le vingt-sixième (compensation) choix.

## Affiliations en ligues mineures
| Niveau         | Equipe            | Ligue                   | Manager        | Vic. | Déf. | Classement |
| -------------- | ----------------- | ----------------------- | -------------- | ---- | ---- | ---------- |
| AAA            | Pawtucket Red Sox | International League    | Arnie Beyeler  |      |      |            |
| AA             | Portland Sea Dogs | Eastern League          | Kevin Boles    |      |      |            |
| Advanced A     | Salem Red Sox     | Carolina League         | Bruce Crabbe   |      |      |            |
| A              | Greenville Drive  | South Atlantic League   | Billy McMillon |      |      |            |
| Short Season A | Lowell Spinners   | New York-Penn League    | Carlos Febles  |      |      |            |
| Rookie         | GCL Red Sox       | Gulf Coast League       | George Lombard |      |      |            |
| Rookie         | DSL Red Sox       | Dominican Summer League | Jose Zapata    |      |      |            |